# Ley de pureza de 1516

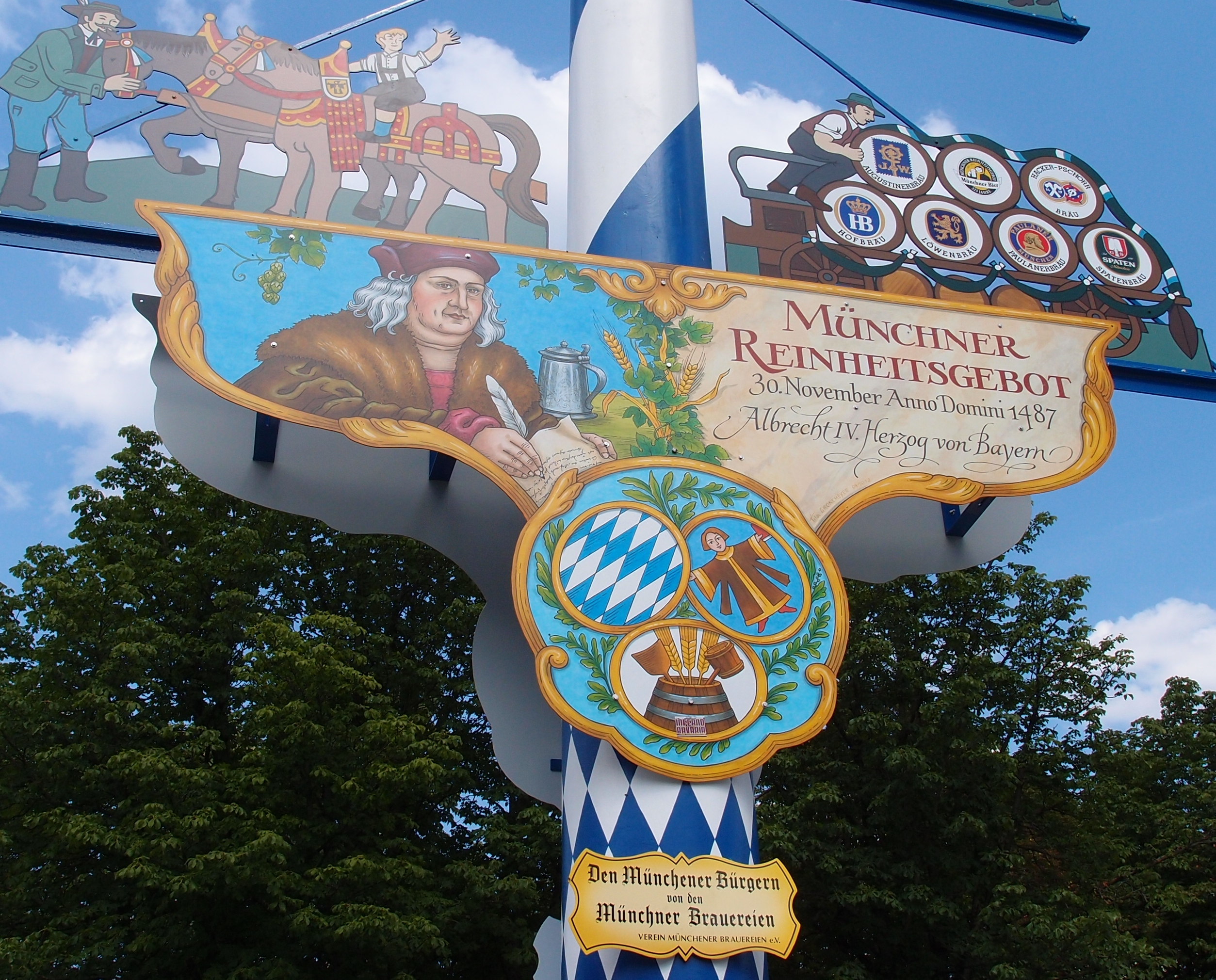
Cartel que celebra la Reinheitsgebot de 1487 en Múnich.

La Ley de la pureza (en alemán: Reinheitsgebot) fue decretada el 23 de abril de 1516 por Guillermo IV de Baviera.  Se establecía que la cerveza solamente se debía elaborar a partir de tres ingredientes: agua (de preferencia de manantial), cebada malteada y lúpulo. Se cree que es la primera regulación legal de un alimento. Esto tuvo lugar en la ciudad bávara de Ingolstadt, junto al río Danubio.

## Características
La ley no menciona la levadura, que fue descubierta en 1880 por Luis Pasteur como parte del proceso de fermentación de la cerveza. Antes de conocer el mecanismo de fermentación, los cerveceros usualmente tomaban el sedimento de una fermentación previa y lo agregaban a una nueva. Si no lo podían obtener, usualmente ponían una serie de vasijas y en el proceso aparecía "por sí sola" la levadura. La principal motivación de esta ley se encontraba en que Guillermo IV de Baviera tenía el monopolio de la cebada. De esta manera, al no poder comprarle a nadie más un ingrediente básico para la elaboración de esta bebida, no sólo aumentó sus ventas, sino también el precio, ya que no tenía otros cereales competidores.
Esta regulación permaneció en vigor hasta su abolición en 1986, al ser sustituida por las regulaciones de la Unión Europea.